# Pycnoporellus alboluteus
Pycnoporellus alboluteus é uma espécie de fungo poliporo da família Fomitopsidaceae. Distribuído por toda a zona de coníferas boreais, o fungo é encontrado em regiões montanhosas no oeste da América do Norte e na Europa. Ele causa uma podridão marrom na madeira de coníferas, especialmente espruces, mas também abetos e álamos. Os basidiomas macios e esponjosos de cor laranja crescem espalhados na superfície de troncos caídos. Os espécimes maduros têm bordas de poros dentadas ou irregulares. Um cogumelo de banco de neve, o P. alboluteus pode ser encontrado com frequência crescendo em troncos ou tocos que se projetam através da neve derretida. Embora a comestibilidade do fungo e seu uso para fins culinários humanos sejam desconhecidos, várias espécies de besouros usam o fungo como fonte de alimento.

## Taxonomia
A espécie foi originalmente descrita como Fomes alboluteus por Job Bicknell Ellis e Benjamin Matlack Everhart em 1895. Coletados pelo botânico Charles Spencer Crandall, os holótipos foram encontrados crescendo nos troncos carbonizados de Abies subalpina nas montanhas do Colorado, a uma altitude de 3.000 m. Em sua história taxonômica, foi transferida para vários gêneros. Os autores originais a transferiram para Polyporus em 1898, considerando-a aliada à Polyporus leucospongia. Eles também observaram que os poros desenvolviam alongamentos semelhantes a dentes, como os do gênero Irpex.  Outras transferências genéricas incluem Scindalma, de Otto Kuntze, no mesmo ano, Aurantiporellus, de William Alphonso Murrill, em 1895, Aurantiporus, de Murrill, em 1905, Phaeolus, de Albert Pilát, em 1937, e Hapalopilus, de Appollinaris Semenovich Bondartsev e Rolf Singer, em 1943. Recebeu seu nome atual em 1963, quando os micologistas tchecos František Kotlaba e Zdeněk Pouzar o colocaram em Pycnoporellus.
O nome do gênero Pycnoporellus vem do grego antigo e significa "com inúmeros poros". O epíteto específico alboluteus é uma combinação das palavras do latim para "branco" e "amarelo". Curtis Gates Lloyd não aprovou o nome, opinando: "Não vejo como Ellis poderia ter lhe dado um nome pior se tivesse tentado, pois não é nem "branco" nem "amarelo", mas laranja como Ellis o descreveu. O crescimento jovem pode ser branco, mas não quando desenvolvido".

## Descrição

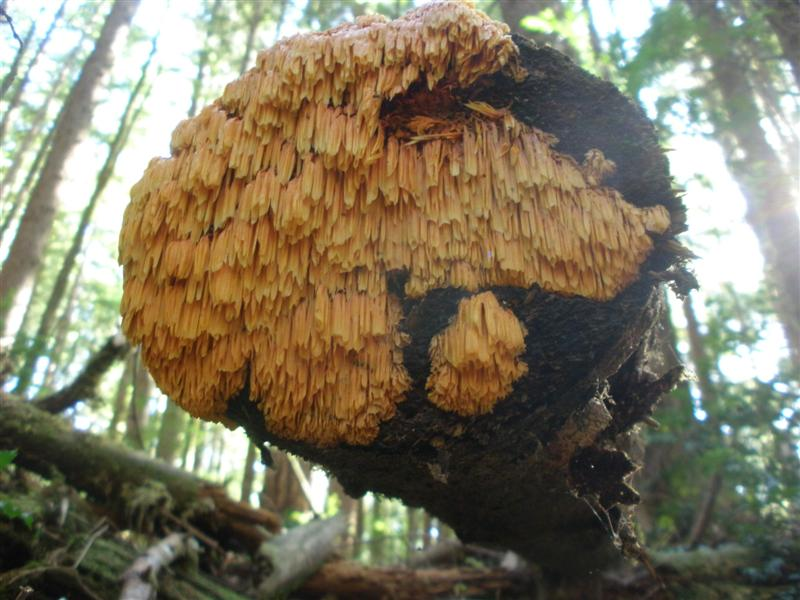
Os basidiomas, que crescem espalhados na superfície do substrato, podem ser inteiramente removidos em grandes folhas.

Os basidiomas são anuais e ressupinados; podem se espalhar na superfície do substrato por até 1 m. Os basidiomas frescos são laranja brilhante, finamente sulcados e têm uma superfície superior macia e esponjosa. A superfície dos poros é laranja com poros angulares que geralmente têm mais de 1 mm de diâmetro. Apresenta partições finas que se dividem para formar uma camada semelhante a dentes. A carne é macia e laranja-clara, com até 2 mm de espessura e textura semelhante a feltro. Os tubos são da mesma cor dos poros e contínuos com a carne, medindo até 2 cm de espessura. Os poros as vezes ficam pretos se machucados. Todos os tecidos do fungo ficam vermelhos brilhantes se uma gota de hidróxido de potássio diluído for aplicada. Os basidiomas frescos retêm uma umidade considerável e podem ser espremidos como uma esponja. O basidioma pode ser facilmente removido em grandes folhas da madeira em que cresce. A comestibilidade é desconhecida. Ele tem um odor perfumado.

### Características microscópicas

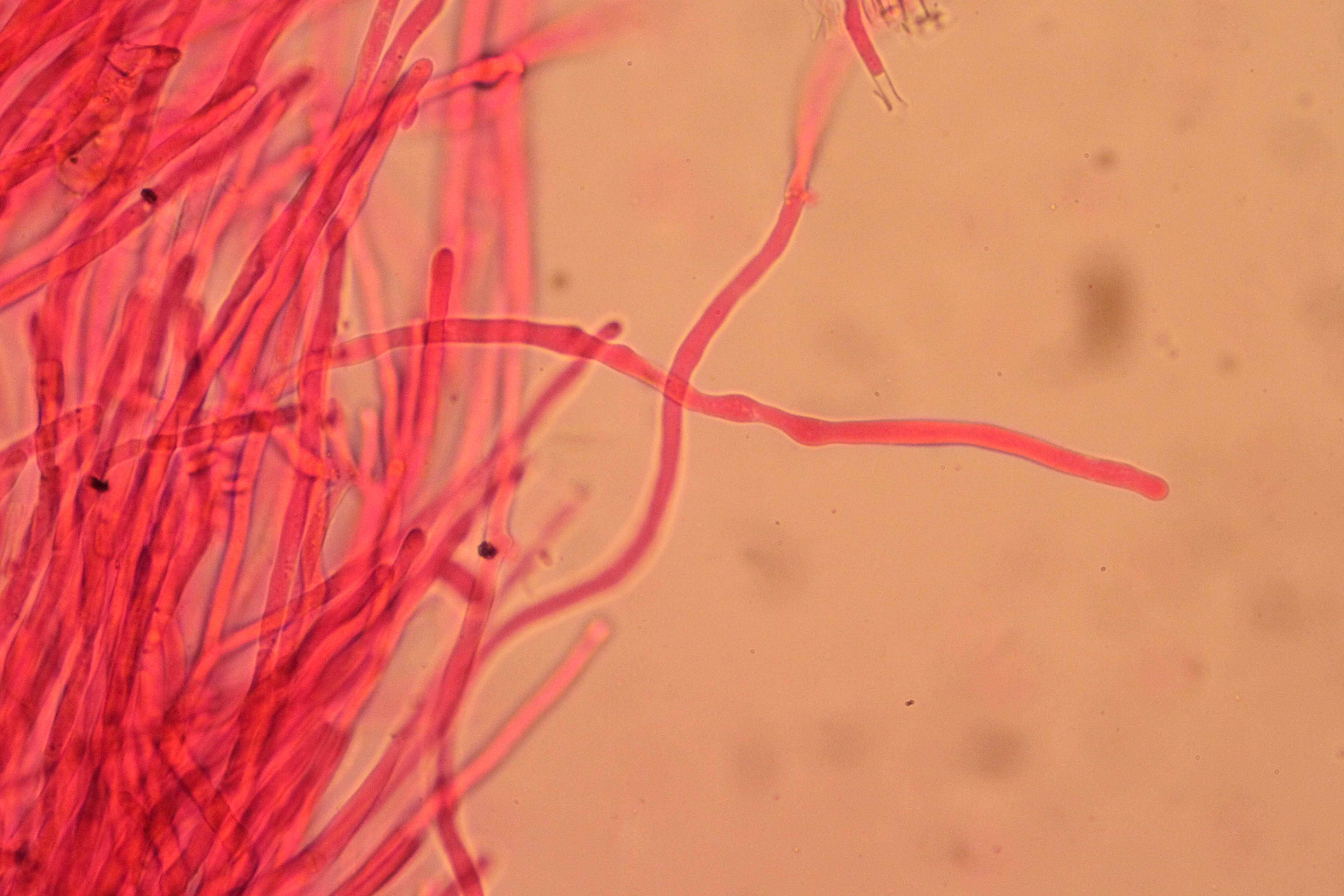
As hifas são monomíticas e não possuem fíbulas.

A esporada é branca. Os esporos são cilíndricos, lisos, hialinos (translúcidos), não amiloides [en] e medem 9-12 por 3-3,5 μm. A Pycnoporellus alboluteus tem um sistema hifal monomítico, o que significa que é feito de hifas geradoras, que são de paredes finas, ramificadas e estreitas. As hifas na camada de carne são de paredes finas a grossas, frequentemente ramificadas e medem de 2 a 10 μm de diâmetro, enquanto as dos poros têm morfologia semelhante, mas medem de 3 a 5 μm. Ambas têm uma incrustação fina em suas paredes que lhes dá uma aparência áspera quando vistas com um microscópio de luz. O himênio (camada de tecido com esporos) tem 40-60 μm de espessura e tem cistídios abundantes, que são hialinos e medem 7-9 μm de diâmetro. Eles são cilíndricos, de paredes finas a moderadamente espessas, hialinos, têm um septo na base e medem 60-120 por 5-10 μm. Os basídios (células portadoras de esporos) são em forma de taco, com quatro esporos e têm dimensões de 25-35 por 6-7 μm.

### Espécies semelhantes
As características de campo usadas para identificar a Pycnoporellus alboluteus incluem sua cor laranja, bordas de poros semelhantes a dentes e a textura macia de sua carne. Outros poliporos de cor avermelhada com os quais a Pycnoporellus alboluteus pode ser confundida incluem Polyporus alboluteus, P. fibrillosus e P. cinnabarinus. Eles podem ser distinguidos pelo tamanho de seus poros: P. alboluteus tem poros que medem de 1 a 3 mm, os da P. fibrillosus são de 1 a 2 por mm, enquanto os da P. cinnabarinus são de 2 a 4 por mm. Os basidiomas semelhantes a prateleiras da Pycnoporellus fulgens têm píleos distintos, poros menores, medindo 0,3-0,5 mm, e menos tendência a serem puxados para fora do substrato em folhas. A Oligoporus leucospongia é outra espécie de fungo de banco de neve que prefere troncos de coníferas caídos. Ela pode ser diferenciada da P. alboluteus por sua superfície superior cotonosa esbranquiçada. Outro fungo laranja, Ceriporia spissa, está firmemente aderido ao substrato de madeira e tem uma textura corporal macia e gelatinosa.

## Hábitat e distribuição
A Pycnoporellus alboluteus causa uma podridão marrom em troncos caídos de árvores coníferas. Os cogumelos geralmente crescem na parte inferior do tronco e podem começar a se desenvolver enquanto ainda estão imersos na neve. Embora os novos cogumelos geralmente comecem a se desenvolver na primavera, eles podem persistir durante todo o ano. Na Europa, ela geralmente se desenvolve em espécies de Picea, mas também em Abies. Na América do Norte, também cresce em Populus. O fungo tem uma distribuição circumpolar e é encontrado na zona de coníferas boreais, especialmente na zona montanhosa, entre 2.400 e 3.000 m. Na América do Norte, os cogumelos começam a crescer sob a neve na primavera, continuando até o meio do verão, enquanto na Europa, geralmente são encontrados no outono. É abundante na região das Montanhas Rochosas da América do Norte, mas raro no leste dos Estados Unidos e no Canadá. Como um fungo de linha de árvores sujeito a altas altitudes, os cogumelos estão sujeitos a luz brilhante, ventos fortes e baixa umidade relativa, todos com efeito de secagem. Eles neutralizam esses extremos absorvendo água rapidamente e secando lentamente.
Na Europa, é uma das 32 espécies ameaçadas propostas para proteção pela Convenção de Berna. Foi registrada na Tchecoslováquia, e na Polônia, onde é encontrada principalmente em florestas antigas. É rara no norte da Europa, onde foi encontrada na Finlândia crescendo em Picea abies e Alnus incana, e na Suécia.
Na América do Norte, os cogumelos servem como fonte de alimento para as espécies de besouro Scaphisoma castaneum, Dacne cyclochilus, e besouros de fungo de árvore minúsculos, incluindo Octotemnus laevis.